# Wahlkreis Villafranca di Verona (Camera dei deputati)
Der Wahlkreis Villafranca di Verona war von 1993 bis 2005 und ist seit 2017 wieder ein Wahlkreis (italienisch collegio elettorale) für die Wahl der Abgeordnetenkammer.

## Von 1993 bis 2005

### Wahlkreisgebiet
Der Wahlkreis umfasste 14 Gemeinden: Bovolone, Castel d’Azzano, Concamarise, Erbè, Isola della Scala, Mozzecane, Nogarole Rocca, Povegliano Veronese, Salizzole, Sommacampagna, Trevenzuolo, Valeggio sul Mincio, Vigasio und Villafranca di Verona.

### Wahlergebnisse

#### Parlamentswahl 1994

##### Direktstimmen
| Kandidaten               | Kandidaten          | Parteien                                 | Stimmen | %    |
| ------------------------ | ------------------- | ---------------------------------------- | ------- | ---- |
|                          | Antonio Pivagewählt | Polo delle Libertà (FI – LN – CCD – UdC) | 40.950  | 52,7 |
|                          | Moreno Morando      | Patto per l’Italia                       | 14.236  | 18,3 |
|                          | Silvia Mostarda     | Progressisti                             | 12.524  | 16,1 |
|                          | Giorgio Turrina     | Alleanza Nazionale                       | 7.402   | 9,5  |
|                          | Francesco Messana   | Iniziativa dei Popolari Democratici      | 2.557   | 3,3  |
| Gesamt                   | Gesamt              | Gesamt                                   | 77.669  | 100  |
|                          |                     |                                          |         |      |
| Ungültige Stimmen        | Ungültige Stimmen   | Ungültige Stimmen                        | 4.243   | 5,2  |
| Wähler                   | Wähler              | Wähler                                   | 81.912  | 94,0 |
| Wahlberechtigte          | Wahlberechtigte     | Wahlberechtigte                          | 87.182  |      |
|                          |                     |                                          |         |      |
| Quelle: Innenministerium |                     |                                          |         |      |

##### Listenstimmen
| Parteien                             | Parteien                            | Parteien                            | Stimmen | %    |
| ------------------------------------ | ----------------------------------- | ----------------------------------- | ------- | ---- |
|                                      | Polo delle Libertà                  | Forza Italia                        | 20.688  | 26,4 |
| Lega Nord                            | Polo delle Libertà                  | 17.112                              | 21,8    |      |
| ↳ Gesamt                             | Polo delle Libertà                  | 37.800                              | 48,2    |      |
|                                      | Patto per l’Italia                  | Partito Popolare Italiano           | 12.274  | 15,6 |
| Patto Segni                          | Patto per l’Italia                  | 5.093                               | 6,5     |      |
| ↳ Gesamt                             | Patto per l’Italia                  | 17.367                              | 22,1    |      |
|                                      | Progressisti                        | Partito Democratico della Sinistra  | 5.911   | 7,5  |
| Partito della Rifondazione Comunista | Progressisti                        | 2.559                               | 3,3     |      |
| Federazione dei Verdi                | Progressisti                        | 2.395                               | 3,1     |      |
| Partito Socialista Italiano          | Progressisti                        | 1.211                               | 1,5     |      |
| Alleanza Democratica                 | Progressisti                        | 896                                 | 1,1     |      |
| ↳ Gesamt                             | Progressisti                        | 12.972                              | 16,5    |      |
|                                      | Alleanza Nazionale                  | Alleanza Nazionale                  | 7.702   | 9,8  |
|                                      | Lega Autonomia Veneta               | Lega Autonomia Veneta               | 1.493   | 1,9  |
|                                      | Iniziativa dei Popolari Democratici | Iniziativa dei Popolari Democratici | 735     | 0,9  |
|                                      | Partito della Legge Naturale        | Partito della Legge Naturale        | 370     | 0,5  |
| Gesamt                               | Gesamt                              | Gesamt                              | 78.439  | 100  |
|                                      |                                     |                                     |         |      |
| Ungültige Stimmen                    | Ungültige Stimmen                   | Ungültige Stimmen                   | 3.469   | 4,2  |
| Wähler                               | Wähler                              | Wähler                              | 81.908  | 94,0 |
| Wahlberechtigte                      | Wahlberechtigte                     | Wahlberechtigte                     | 87.182  |      |
|                                      |                                     |                                     |         |      |
| Quelle: Innenministerium             |                                     |                                     |         |      |

#### Parlamentswahl 1996

##### Direktstimmen
| Kandidaten               | Kandidaten          | Parteien                        | Stimmen | %    |
| ------------------------ | ------------------- | ------------------------------- | ------- | ---- |
|                          | Antonio Pivagewählt | Polo per le Libertà             | 26.599  | 34,5 |
|                          | Luigi Lovato        | Lega Nord                       | 23.908  | 31,0 |
|                          | Lucio Campagnola    | L’Ulivo – Lega Autonomia Veneta | 21.608  | 28,0 |
|                          | Marco Stanzial      | Unione Nord Est                 | 2.876   | 3,7  |
|                          | Stefano Filippi     | Mani Pulite                     | 2.115   | 2,7  |
| Gesamt                   | Gesamt              | Gesamt                          | 77.106  | 100  |
|                          |                     |                                 |         |      |
| Ungültige Stimmen        | Ungültige Stimmen   | Ungültige Stimmen               | 4.837   | 5,9  |
| Wähler                   | Wähler              | Wähler                          | 81.943  | 91,7 |
| Wahlberechtigte          | Wahlberechtigte     | Wahlberechtigte                 | 89.365  |      |
|                          |                     |                                 |         |      |
| Quelle: Innenministerium |                     |                                 |         |      |

##### Listenstimmen
| Parteien                           | Parteien                             | Parteien                                          | Stimmen | %    |
| ---------------------------------- | ------------------------------------ | ------------------------------------------------- | ------- | ---- |
|                                    | Polo per le Libertà                  | Forza Italia                                      | 14.372  | 18,5 |
| Alleanza Nazionale                 | Polo per le Libertà                  | 11.044                                            | 14,2    |      |
| CCD – CDU                          | Polo per le Libertà                  | 5.111                                             | 6,6     |      |
| ↳ Gesamt                           | Polo per le Libertà                  | 30.527                                            | 39,4    |      |
|                                    | Lega Nord                            | Lega Nord                                         | 21.193  | 27,3 |
|                                    | L’Ulivo                              | Popolari per Prodi (PPI – SVP – PRI – UD – Prodi) | 6.509   | 8,4  |
| Partito Democratico della Sinistra | L’Ulivo                              | 6.392                                             | 8,2     |      |
| Rinnovamento Italiano              | L’Ulivo                              | 3.267                                             | 4,2     |      |
| Federazione dei Verdi              | L’Ulivo                              | 1.716                                             | 2,2     |      |
| ↳ Gesamt                           | L’Ulivo                              | 17.884                                            | 23,1    |      |
|                                    | Partito della Rifondazione Comunista | Partito della Rifondazione Comunista              | 3.197   | 4,1  |
|                                    | Unione Nord Est                      | Unione Nord Est                                   | 2.536   | 3,3  |
|                                    | Lista Pannella – Sgarbi              | Lista Pannella – Sgarbi                           | 1.195   | 1,5  |
|                                    | Mani Pulite                          | Mani Pulite                                       | 578     | 0,7  |
|                                    | Fiamma Tricolore                     | Fiamma Tricolore                                  | 455     | 0,6  |
| Gesamt                             | Gesamt                               | Gesamt                                            | 77.565  | 100  |
|                                    |                                      |                                                   |         |      |
| Ungültige Stimmen                  | Ungültige Stimmen                    | Ungültige Stimmen                                 | 4.377   | 5,3  |
| Wähler                             | Wähler                               | Wähler                                            | 81.942  | 91,7 |
| Wahlberechtigte                    | Wahlberechtigte                      | Wahlberechtigte                                   | 89.365  |      |
|                                    |                                      |                                                   |         |      |
| Quelle: Innenministerium           |                                      |                                                   |         |      |

#### Parlamentswahl 2001

##### Direktstimmen
| Kandidaten               | Kandidaten              | Parteien           | Stimmen | %    |
| ------------------------ | ----------------------- | ------------------ | ------- | ---- |
|                          | Federico Bricologewählt | Casa delle Libertà | 44.289  | 56,2 |
|                          | Simonetta Brizzi        | L’Ulivo            | 22.965  | 29,1 |
|                          | Lucio Chiavegato        | Liga Fronte Veneto | 5.320   | 6,8  |
|                          | Claudio Marongiu        | Lista Di Pietro    | 3.412   | 4,3  |
|                          | Romano Meneghelli       | Democrazia Europea | 2.807   | 3,6  |
| Gesamt                   | Gesamt                  | Gesamt             | 78.793  | 100  |
|                          |                         |                    |         |      |
| Ungültige Stimmen        | Ungültige Stimmen       | Ungültige Stimmen  | 4.806   | 5,7  |
| Wähler                   | Wähler                  | Wähler             | 83.599  | 88,9 |
| Wahlberechtigte          | Wahlberechtigte         | Wahlberechtigte    | 94.090  |      |
|                          |                         |                    |         |      |
| Quelle: Innenministerium |                         |                    |         |      |

##### Listenstimmen
| Parteien                       | Parteien                             | Parteien                               | Stimmen | %    |
| ------------------------------ | ------------------------------------ | -------------------------------------- | ------- | ---- |
|                                | Casa delle Libertà                   | Forza Italia                           | 28.805  | 36,6 |
| Lega Nord                      | Casa delle Libertà                   | 8.789                                  | 11,2    |      |
| Alleanza Nazionale             | Casa delle Libertà                   | 8.337                                  | 10,6    |      |
| CCD – CDU                      | Casa delle Libertà                   | 3.287                                  | 4,2     |      |
| Nuovo PSI                      | Casa delle Libertà                   | 652                                    | 0,8     |      |
| ↳ Gesamt                       | Casa delle Libertà                   | 49.870                                 | 63,4    |      |
|                                | L’Ulivo                              | La Margherita (Dem – PPI – RI – Udeur) | 9.023   | 11,5 |
| Democratici di Sinistra        | L’Ulivo                              | 5.629                                  | 7,2     |      |
| Il Girasole (FdV – SDI)        | L’Ulivo                              | 1.718                                  | 2,2     |      |
| Partito dei Comunisti Italiani | L’Ulivo                              | 904                                    | 1,2     |      |
| ↳ Gesamt                       | L’Ulivo                              | 17.274                                 | 22,0    |      |
|                                | Lista Di Pietro                      | Lista Di Pietro                        | 3.280   | 4,2  |
|                                | Partito della Rifondazione Comunista | Partito della Rifondazione Comunista   | 2.371   | 3,0  |
|                                | Lista Emma Bonino                    | Lista Emma Bonino                      | 1.771   | 2,3  |
|                                | Democrazia Europea                   | Democrazia Europea                     | 1.585   | 2,0  |
|                                | Liga Fronte Veneto                   | Liga Fronte Veneto                     | 1.523   | 1,9  |
|                                | Forza Nuova                          | Forza Nuova                            | 860     | 1,1  |
|                                | Abolizione Scorporo                  | Abolizione Scorporo                    | 68      | 0,1  |
| Gesamt                         | Gesamt                               | Gesamt                                 | 78.602  | 100  |
|                                |                                      |                                        |         |      |
| Ungültige Stimmen              | Ungültige Stimmen                    | Ungültige Stimmen                      | 4.995   | 6,0  |
| Wähler                         | Wähler                               | Wähler                                 | 83.597  | 88,8 |
| Wahlberechtigte                | Wahlberechtigte                      | Wahlberechtigte                        | 94.090  |      |
|                                |                                      |                                        |         |      |
| Quelle: Innenministerium       |                                      |                                        |         |      |

## Von 2017 bis 2020

### Wahlkreisgebiet
Der Wahlkreis umfasste Gemeinden: 

### Wahlergebnisse

#### Parlamentswahl 2018
| Kandidaten               | Kandidaten               | Stimmen | %    | Listen                              | Stimmen | %    |
| ------------------------ | ------------------------ | ------- | ---- | ----------------------------------- | ------- | ---- |
|                          | Davide Bendinelligewählt | 66.327  | 50,5 | Lega                                | 42.470  | 32,3 |
| Forza Italia             | Davide Bendinelligewählt | 66.327  | 50,5 | 15.362                              | 11,7    |      |
| Fratelli d’Italia        | Davide Bendinelligewählt | 66.327  | 50,5 | 6.138                               | 4,7     |      |
| Noi con l’Italia – UDC   | Davide Bendinelligewählt | 66.327  | 50,5 | 2.357                               | 1,8     |      |
|                          | Francesca Businarolo     | 33.555  | 25,6 | Movimento 5 Stelle                  | 33.555  | 25,6 |
|                          | Isabella Roveroni        | 21.684  | 16,5 | Partito Democratico                 | 17.826  | 13,6 |
| +Europa                  | Isabella Roveroni        | 21.684  | 16,5 | 2.863                               | 2,2     |      |
| Civica Popolare          | Isabella Roveroni        | 21.684  | 16,5 | 520                                 | 0,4     |      |
| Italia Europa Insieme    | Isabella Roveroni        | 21.684  | 16,5 | 475                                 | 0,4     |      |
|                          | Oscar Tosi               | 2.568   | 2,0  | Liberi e Uguali                     | 2.568   | 2,0  |
|                          | Piera Benciolini         | 2.156   | 1,6  | CasaPound Italia                    | 2.156   | 1,6  |
|                          | Beatrice Gragnato        | 1.939   | 1,5  | Il Popolo della Famiglia            | 1.939   | 1,5  |
|                          | Cristina Fossati         | 1.189   | 0,9  | Italia agli Italiani (FT – FN)      | 1.189   | 0,9  |
|                          | Simonetta Venturini      | 681     | 0,5  | Potere al Popolo!                   | 681     | 0,5  |
|                          | Alessandro Catazzo       | 557     | 0,4  | 10 Volte Meglio                     | 557     | 0,4  |
|                          | Deborah Rossetto         | 528     | 0,4  | Grande Nord                         | 528     | 0,4  |
|                          | Roberto Meneghini        | 115     | 0,1  | Partito Repubblicano Italiano – ALA | 115     | 0,1  |
| Gesamt                   | Gesamt                   | 131.299 | 100  |                                     | 131.299 | 100  |
|                          |                          |         |      |                                     |         |      |
| Ungültige Stimmen        | Ungültige Stimmen        | 2.826   | 2,1  |                                     |         |      |
| Wähler                   | Wähler                   | 134.125 | 79,3 |                                     |         |      |
| Wahlberechtigte          | Wahlberechtigte          | 169.061 |      |                                     |         |      |
|                          |                          |         |      |                                     |         |      |
| Quelle: Innenministerium |                          |         |      |                                     |         |      |

## Seit 2020

### Wahlkreisgebiet
| Wahlkreise – Camera dei deputati – Venetien | Wahlkreise – Camera dei deputati – Venetien | Wahlkreise – Camera dei deputati – Venetien                                                             |
| Provinz                                     | Provinz                                     | Gemeinden nach Provinzen ⮞ Wahlkreis                                                                    |
| ------------------------------------------- | ------------------------------------------- | --- |
|                                             | Metropolitanstadt Venedig (44 Gemeinden)    | 17 ⮞ Wahlkreis Venedig 27 ⮞ Wahlkreis Chioggia                                                          |
|                                             | Provinz Belluno (61 Gemeinden)              | alle ⮞ Wahlkreis Belluno                                                                                |
|                                             | Provinz Padua (102 Gemeinden)               | 25 ⮞ Wahlkreis Padua 41 ⮞ Wahlkreis Selvazzano Dentro 36 ⮞ Wahlkreis Rovigo                             |
|                                             | Provinz Rovigo (50 Gemeinden)               | alle ⮞ Wahlkreis Rovigo                                                                                 |
|                                             | Provinz Treviso (94 Gemeinden)              | 36 ⮞ Wahlkreis Treviso 41 ⮞ Wahlkreis Castelfranco Veneto 16 ⮞ Wahlkreis Belluno 1 ⮞ Wahlkreis Chioggia |
|                                             | Provinz Verona (98 Gemeinden)               | 41 ⮞ Wahlkreis Verona 57 ⮞ Wahlkreis Villafranca di Verona                                              |
|                                             | Provinz Vicenza (114 Gemeinden)             | 51 ⮞ Wahlkreis Vicenza 63 ⮞ Wahlkreis Bassano del Grappa                                                |

Der Wahlkreis umfasst 57 Gemeinden der Provinz Verona.

### Wahlergebnisse

#### Parlamentswahl 2022
| Kandidaten                          | Kandidaten           | Stimmen | %    | Listen                                                  | Stimmen | %    |
| ----------------------------------- | -------------------- | ------- | ---- | ------------------------------------------------------- | ------- | ---- |
|                                     | Ciro Maschiogewählt  | 144.942 | 64,4 | Fratelli d’Italia                                       | 85.870  | 38,2 |
| Lega per Salvini Premier            | Ciro Maschiogewählt  | 144.942 | 64,4 | 35.330                                                  | 15,7    |      |
| Forza Italia                        | Ciro Maschiogewählt  | 144.942 | 64,4 | 20.708                                                  | 9,2     |      |
| Noi Moderati                        | Ciro Maschiogewählt  | 144.942 | 64,4 | 3.034                                                   | 1,3     |      |
|                                     | Federica Foglia      | 38.183  | 17,0 | Partito Democratico – Italia Democratica e Progressista | 26.337  | 11,7 |
| +Europa                             | Federica Foglia      | 38.183  | 17,0 | 5.611                                                   | 2,5     |      |
| Alleanza Verdi e Sinistra           | Federica Foglia      | 38.183  | 17,0 | 5.395                                                   | 2,4     |      |
| Impegno Civico – Centro Democratico | Federica Foglia      | 38.183  | 17,0 | 840                                                     | 0,4     |      |
|                                     | Davide Bendinelli    | 16.489  | 7,3  | Azione – Italia Viva                                    | 16.489  | 7,3  |
|                                     | Antonietta Benedetti | 12.515  | 5,6  | Movimento 5 Stelle                                      | 12.515  | 5,6  |
|                                     | Simone Brizzi        | 5.874   | 2,6  | Italexit per l’Italia                                   | 5.874   | 2,6  |
|                                     | Annalisa Begali      | 2.919   | 1,3  | Vita                                                    | 2.919   | 1,3  |
|                                     | Luigi D’Agosto       | 2.311   | 1,0  | Italia Sovrana e Popolare                               | 2.311   | 1,0  |
|                                     | Giuseppe Quaini      | 1.763   | 0,8  | Unione Popolare                                         | 1.763   | 0,8  |
| Gesamt                              | Gesamt               | 224.996 | 100  |                                                         | 224.996 | 100  |
|                                     |                      |         |      |                                                         |         |      |
| Ungültige Stimmen                   | Ungültige Stimmen    | 8.317   | 3,6  |                                                         |         |      |
| Wähler                              | Wähler               | 233.313 | 69,9 |                                                         |         |      |
| Wahlberechtigte                     | Wahlberechtigte      | 333.695 |      |                                                         |         |      |
|                                     |                      |         |      |                                                         |         |      |
| Quelle: Innenministerium            |                      |         |      |                                                         |         |      |